# Rodney Elton
Rodney Elton (ur. 2 marca 1930, zm. 19 sierpnia 2023) – brytyjski arystokrata i polityk, członek Partii Konserwatywnej, od 1973 członek Izby Lordów jako jeden z parów dziedzicznych. 

## Życiorys
Jest absolwentem University of Oxford. W latach 1966 i 1970 bez powodzenia kandydował do Izby Gmin. W 1973 odziedziczył miejsce w Izbie Lordów po swoim zmarłym ojcu. W 1974 został jednym z whipów opozycji, zajmował to stanowisko do 1976. Po zwycięstwie wyborczym konserwatystów w 1979 trafił na stanowiska rządowe niższego szczebla. W latach 1979–81 był parlamentarnym podsekretarzem stanu w ministerstwie ds. Irlandii Północnej, następnie zajmował równorzędne stanowiska w resorcie zdrowia i ubezpieczeń społecznych (1981-82) oraz w ministerstwie spraw wewnętrznych (1982-84). W 1984 został awansowany na ministra stanu (wiceministra) w resorcie spraw wewnętrznych, następnie w latach 1985-86 był wiceministrem środowiska. 
Podczas reformy Izby Lordów z 1999, która radykalnie zmniejszyła liczbę zasiadających w niej parów dziedzicznych, znalazł się w gronie 92 lordów z tej grupy, którzy zachowali miejsce w parlamencie. W latach 1999–2008 był zastępcą spikera Izby. W 2006 kandydował na Lorda Spikera, lecz przegrał z baronessą Hayman.